# Lista de freguesias portuguesas territorialmente descontínuas
Esta é a lista das freguesias portuguesas que não têm continuidade territorial, ao contrário da regra geral. A descontinuidade territorial pode dever-se à existência de exclaves (intramunicipais ou intermunicipais) ou enclaves.
Excluem-se desta lista as freguesias cuja descontinuidade territorial se deve a integrarem ilhas no seu território. De igual modo, não se listam as freguesias em que partes do seu território estão separadas do resto da freguesia devido à existência de albufeiras, lagoas ou rias (por exemplo, Tourém). Por outro lado, inclui-se nesta lista a única freguesia que, no seu todo, constitui um enclave dentro de outra freguesia, ainda que, em todo o rigor, esta freguesia-enclave seja ela própria territorialmente contínua (cria, isso sim, uma descontinuidade na freguesia circundante).
Desde pelo menos o final do século XX, e até 2012, que a legislação portuguesa proibiu explicitamente a criação de freguesias territorialmente descontínuas. No entanto, essa legislação não impedia a manutenção de descontinuidades preexistentes, nem, em todo o rigor, proibia a criação de novas descontinuidades em freguesias já existentes. Apesar disso, a agregação de freguesias ditada pela reorganização administrativa de 2013 teve como efeito colateral a abolição da maior parte das descontinuidades até então existentes, incluindo a extinção do único contra-enclave em território português. Por outro lado, essa reorganização criou uma nova descontinuidade territorial, situação possibilitada pelo facto de o anterior regime jurídico de criação de freguesias ter sido revogado.
Atualmente, ao nível da freguesia, existem em Portugal as seguintes descontinuidades territoriais:
| - Doze freguesias com exclaves, das quais: - Quatro freguesias com um exclave intramunicipal que constitui um enclave noutra freguesia do mesmo concelho; - Cinco freguesias com um exclave intramunicipal simples; - Uma freguesia com dois exclaves intramunicipais simples; - Uma freguesia com um exclave intermunicipal que constitui um enclave no território doutro concelho; - Uma freguesia com um exclave intermunicipal simples; |  | - Cinco freguesias com um enclave; |  | - Uma freguesia-enclave. |

## Lista
| Distrito       | Concelho             | Freguesia                                         | Mapa de localização da freguesia no seu concelho | Descrição da descontinuidade | Mapa das antigas freguesias unidas na atual |
| -------------- | -------------------- | ------------------------------------------------- | ------------------------------------------------ | --- | ------------------------------------------- |
| Aveiro         | Santa Maria da Feira | Canedo, Vale e Vila Maior                         |                                                  | Tem dois exclaves, descontinuidades que já existiam na extinta freguesia de Vale |                                             |
| Aveiro         | Santa Maria da Feira | Lobão, Gião, Louredo e Guisande                   |                                                  | Tem um exclave, descontinuidade que já existia na extinta freguesia de Louredo |                                             |
| Aveiro         | Santa Maria da Feira | Santa Maria da Feira, Travanca, Sanfins e Espargo |                                                  | Tem um exclave (que é um enclave noutra freguesia do concelho), descontinuidade que já existia na extinta freguesia de Travanca                                                                           |                                             |
| Aveiro         | Santa Maria da Feira | São Miguel do Souto e Mosteirô                    |                                                  | Tem um enclave (que é um exclave doutra freguesia do concelho), descontinuidade que já existia na extinta freguesia de Souto                                                                              |                                             |
| Beja           | Cuba                 | Vila Ruiva                                        |                                                  | Tem um exclave |                                             |
| Braga          | Fafe                 | São Gens                                          |                                                  | Tem um exclave |                                             |
| Castelo Branco | Castelo Branco       | Benquerenças                                      |                                                  | Tem um enclave (que é um exclave doutra freguesia do concelho) |                                             |
| Castelo Branco | Castelo Branco       | Castelo Branco                                    |                                                  | Tem um exclave (que é um enclave noutra freguesia do concelho) |                                             |
| Coimbra        | Arganil              | Cerdeira e Moura da Serra                         |                                                  | Tem um exclave, descontinuidade criada em 2013, em virtude de a nova freguesia resultar da união dos territórios de duas antigas freguesias não contíguas (separadas por umas escassas dezenas de metros) |                                             |
| Coimbra        | Coimbra              | São Martinho do Bispo e Ribeira de Frades         |                                                  | Tem um enclave (que é um exclave doutra freguesia do concelho), descontinuidade que já existia na extinta freguesia de Ribeira de Frades                                                                  |                                             |
| Coimbra        | Coimbra              | Taveiro, Ameal e Arzila                           |                                                  | Tem um exclave (que é um enclave noutra freguesia do concelho), descontinuidade que já existia na extinta freguesia de Taveiro                                                                            |                                             |
| Coimbra        | Soure                | Degracias e Pombalinho                            |                                                  | Tem um exclave intermunicipal (encravado entre os vizinhos concelhos de Penela e Ansião), descontinuidade que já existia na extinta freguesia de Pombalinho                                               |                                             |
| Coimbra        | Soure                | Figueiró do Campo                                 |                                                  | Tem um exclave intermunicipal (que é um enclave no vizinho concelho de Montemor-o-Velho) |                                             |
| Évora          | Borba                | Matriz                                            |                                                  | Tem um enclave (que é a totalidade doutra freguesia do concelho) |                                             |
| Évora          | Borba                | São Bartolomeu                                    |                                                  | É uma freguesia-enclave (está totalmente encravada dentro do território doutra freguesia do concelho) |                                             |
| Guarda         | Guarda               | Adão                                              |                                                  | Tem um enclave (que é um exclave doutra freguesia do concelho), descontinuidade que já existia nesta freguesia antes de anexar a extinta freguesia de Carvalhal Meão                                      | (Carvalhal Meão foi anexada por Adão)       |
| Guarda         | Guarda               | Vila Fernando                                     |                                                  | Tem um exclave (que é um enclave noutra freguesia do concelho) |                                             |
| Lisboa         | Mafra                | Milharado                                         |                                                  | Tem um exclave |                                             |